# Die U-Strahlen
Die U-Strahlen ist ein von Edgar P. Jacobs geschaffener frankobelgischer Comic.

## Handlung
Die Staaten Norlandia und Austradia stehen sich auf einer fernen Welt feindselig gegenüber. Professor Marduk gelingt mit seiner Assistentin Sylvia Hollis die Entwicklung einer Waffe, die eine friedlichere Zukunft verspricht. Das benötigte Mineral Uradium muss jedoch noch beschafft werden. Zusammen mit Lord Calder und einer Handvoll Getreuen geht die Reise in ein unerforschtes Gebiet. Das Vorhaben bleibt auch Austradia nicht verborgen, das mit allen Mitteln versucht, die Expedition zum Scheitern zu bringen. Nachdem die Gruppe sich gegen riesenhafte Tiere und einen Stamm von Affenmenschen behaupten konnte, wurde ihnen aus Dankbarkeit vom Prinzen Nazca eine Schatulle mit Uradium überreicht. Gegenspieler Dagon hingegen wird bei einem Luftgefecht abgeschossen.

## Hintergrund
Edgar P. Jacobs schrieb und zeichnete eine 64 Seiten lange Geschichte, die die Figuren aus Flash Gordon in abgeänderter Form übernahm. Diese Version wurde später komplett überarbeitet, was zu einem neuen Umfang von 43 Seiten führte.

## Veröffentlichungen
Die Geschichte erschien zwischen 1943 und 1944 im Comicmagazin Bravo und 1967 in Phenix. Ein querformatiges Album wurde 1967 herausgegeben. Der Vorabdruck der Neufassung erfolgte 1974 in Tintin und wurde durch Le Lombard und Dargaud in Albenform veröffentlicht. Diese Version druckte Carlsen 1992 im deutschsprachigen Raum.

## Fortsetzung
2023 (bzw. 2024 auf Deutsch) erschien nach 80 Jahren eine von Jean van Hamme getextete und von Christian Cailleaux und Étienne Schréder gezeichnete Fortsetzung „Der brennende Pfeil“ in der Reihe „Blake und Mortimer Spezial“.